# Reinhart Ostertag
Reinhart Ostertag (* 28. Oktober 1913 in Stuttgart; † 20. März 1994 in Wilhelmshaven) war ein deutscher Marineoffizier.

## Leben
Als Offizier der Handelsmarine trat Ostertag am 4. Januar 1937 in die Kriegsmarine. Zunächst in der II./Schiffstammabteilung in Stralsund, kam er im Mai 1937 zur Artillerieausbildung an die Schiffsartillerieschule in Kiel. Als Fähnrich zur See absolvierte er die Waffenlehrgänge an der Marineschule Mürwik. Nach der Fähnrichausbildung in der 2. Geleitflottille fuhr er ab Oktober 1938 als 2. und 1. Wachoffizier in der 2. Minensuchflottille. Ende 1940 als Kompaniechef an die Sperrschule in Kiel kommandiert, war er ab Februar 1941 Adjutant und Kommandant in der 2. Minensuchflottille. Im September 1942 kam er als Kompaniechef und Gruppenoffizier an die Marineschule. Im November 1944 wurde er Kommandeur der 12. Minensuchflottille. Am Tag der Kapitulation der Wehrmacht geriet er in englische Kriegsgefangenschaft, die er bis Ende Oktober 1947 an Bord der Boote verbrachte.
Nach einer zweijährigen Tischlerlehre war er von November 1949 bis Juni 1951 Tischlergeselle. Im Juli 1951 wurde er vom Labor Service Unit (B) als Kommandant eines Minensuchboots und Leiter der Ausbildung eingestellt. Ende April 1956 beim Führungsstab der Marine eingewiesen, war er fünf Monate Bordausbildungsleiter für Offiziersanwärter im Kommando der Marineausbildung. Im Oktober 1956 kam er für gut zwei Jahre als Hilfsreferent in die Personalabteilung des Bundesministeriums der Verteidigung. Vom 1. November 1958 bis zum 30. September 1960 war er Kommandeur des 4. Minensuchgeschwaders. Nach genau zwei Jahren als Personaloffizier (A 1) beim Flottenkommando wurde er am 1. April 1967 stellvertretender Amtschef des Marineamts. Auf den letzten Dienstposten kam er am 1. April 1968 als Kommandeur der Marineschule. Am 30. September 1971 wurde er in den Ruhestand versetzt.

## Ehrungen
- Deutsches Kreuz in Gold (1. September 1942)
- Bundesverdienstkreuz 1. Klasse (26. März 1971)

## Werke
- Deutsche Minensucher. 80 Jahre Seeminenabwehr. Koehlers Verlagsgesellschaft 1988. ISBN 978-3782203944.